# ويليام فرازر
ويليام فرازر (بالإنجليزية: William Frazer)‏ هو لاعب رماية أمريكي، ولد في 11 يناير 1884 في نياجارا فولز في الولايات المتحدة، وتوفي في 17 أغسطس 1963 في سياتل في الولايات المتحدة.

## وصلات خارجية
- ويليام فرازر على موقع أوليمبيديا (الإنجليزية)